# 坎坦
坎坦（法語：Quintin，法語發音：[kɛ̃tɛ̃] ⓘ）是法国阿摩尔滨海省的一个市镇，位于该省中部，属于圣布里厄区。

## 地理
坎坦（48°24'13"N, 2°54'34"W）面积3.12 平方千米，位于法国布列塔尼大區阿摩尔滨海省，该省份为法国西北部沿海省份，位于布列塔尼半岛北部，北濒大西洋英吉利海峡，西接菲尼斯泰尔省，南至莫尔比昂省，东临伊勒-维莱讷省。
与坎坦接壤的市镇（或旧市镇、城区）包括：勒弗伊、圣布朗当。

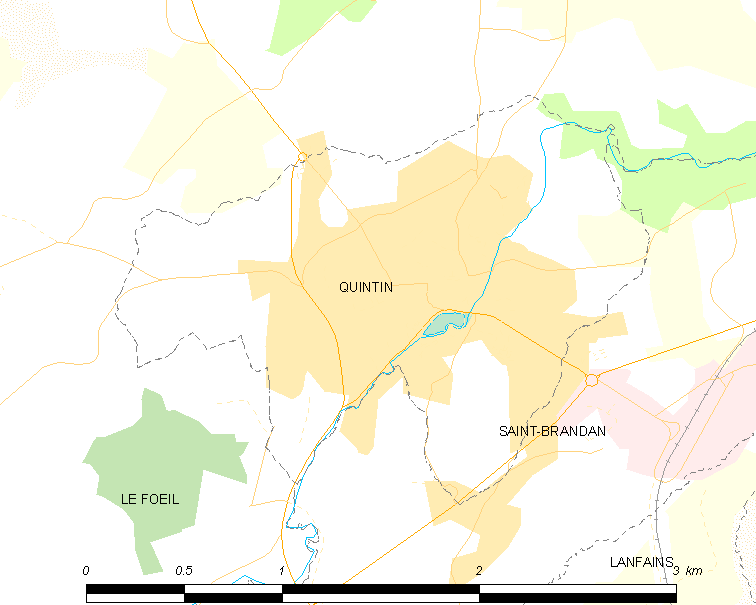
坎坦的OSM定位图

坎坦的时区为UTC+01:00、UTC+02:00（夏令时）。

## 行政
坎坦的邮政编码为22800，INSEE市镇编码为22262。

## 政治
坎坦所属的省级选区为普莱洛县。

## 人口

1962-2008年间坎坦人口变化图示

坎坦于2022年1月1日时的人口数量为2743人。